# Ostanowka: Rossija!
Ostanowka: Rossija! (oryg. pisownia: „ОСТАНОВКА: РΟССИЯ!”, pol. „Przystanek: Rosja!”) – ogólnopolski kwartalnik dla uczących się języka rosyjskiego wydawany od 2011 do 2022 roku przez przedsiębiorstwo Colorful Media.
Artykuły (z opracowanym słownictwem) dotyczą wydarzeń społeczno-kulturalnych, tradycji i obyczajów Rosji, znanych ludzi, ciekawych miejsc, czasu wolnego, rozrywki, sportu, muzyki itp. Wybrane artykuły można odsłuchać w formacie MP3.

## Wydania specjalne
- styczeń 2017 - Moskwa

## Pozostałe czasopisma językowe Colorful Media
- English Matters,
- Business English Magazine,
- Deutsch Aktuell,
- Français Présent,
- ¿Español? Sí, gracias,
- Italia Mi piace!